# Felix Leitner
Felix Leitner (ur. 31 grudnia 1996 w Hall in Tirol) – austriacki biathlonista.

## Kariera
Po raz pierwszy na arenie międzynarodowej pojawił się w 2013 roku, kiedy wystąpił na olimpijskim festiwalu młodzieży Europy w Braszowie. Zajął tam 25. miejsce w biegu indywidualnym i 24. w sprincie. Na rozgrywanych dwa lata później mistrzostwach świata juniorów w Mińsku zdobył złoty medal w biegu pościgowym i srebrny w sprincie. Ponadto podczas mistrzostw świata juniorów w Cheile Grădiştei w 2016 roku wywalczył złote medale w biegu indywidualnym i w sprincie oraz brązowy w biegu pościgowym.
W Pucharze Świata zadebiutował 3 grudnia 2016 roku w Östersund, zajmując 45. miejsce w sprincie. Pierwsze pucharowe punkty zdobył 9 grudnia 2016 roku w Pokljuce, gdzie w sprincie zajął 39. miejsce. Na podium zawodów tego cyklu pierwszy raz stanął 17 stycznia 2021 roku w Oberhofie, kończąc bieg masowy na drugiej pozycji. W zawodach tych rozdzielił na podium Tarjei Bø z Norwegii i Szwajcara Benjamina Wegera.
Podczas mistrzostw Europy w Ridnaun w 2018 roku zwyciężył w biegu indywidualnym. Dwa lata później wystąpił na mistrzostwach świata w Anterselvie, gdzie zajął między innymi szóste miejsce w biegu masowym oraz dziewiąte w sprincie i biegu pościgowym.
Jest starszym bratem skoczka narciarskiego Clemensa Leitnera.

## Osiągnięcia

### Zimowe igrzyska olimpijskie
| Rok  | Miejscowość | Konkurencje | Konkurencje | Konkurencje | Konkurencje | Konkurencje | Konkurencje | Konkurencje |
| Rok  | Miejscowość | IN          | SP          | PU          | MS          | RL          | MR          | SR          |
| ---- | ----------- | ----------- | ----------- | ----------- | ----------- | ----------- | ----------- | ----------- |
| 2022 | Pekin       | 16.         | 46.         | 10.         | 29.         | 10.         | 10.         | nd.         |

### Mistrzostwa świata
| Rok  | Miejscowość | Konkurencje | Konkurencje | Konkurencje | Konkurencje | Konkurencje | Konkurencje | Konkurencje |
| Rok  | Miejscowość | IN          | SP          | PU          | MS          | RL          | MR          | SR          |
| ---- | ----------- | ----------- | ----------- | ----------- | ----------- | ----------- | ----------- | ----------- |
| 2019 | Östersund   | 30.         | 36.         | 22.         | 19.         | 2.          | –           | –           |
| 2020 | Anterselva  | 27.         | 9.          | 9.          | 6.          | 6.          | 8.          | –           |
| 2021 | Pokljuka    | 14.         | 52.         | 45.         | –           | 10.         | –           | –           |
| 2024 | Nové Město  | 59.         | 49.         | 39.         | –           | 12.         | –           | –           |

### Mistrzostwa świata juniorów
| Rok  | Miejscowość      | Konkurencje | Konkurencje | Konkurencje | Konkurencje | Konkurencje | Konkurencje | Konkurencje |
| Rok  | Miejscowość      | IN          | SP          | PU          | MS          | RL          | MR          | SR          |
| ---- | ---------------- | ----------- | ----------- | ----------- | ----------- | ----------- | ----------- | ----------- |
| 2014 | Presque Isle     | 24.         | 41.         | 26.         | nd.         | 10.         | nd.         | nd.         |
| 2015 | Mińsk            | 10.         | 2.          | 1.          | nd.         | 6.          | nd.         | nd.         |
| 2016 | Cheile Grădiştei | 1.          | 1.          | 3.          | nd.         | 7.          | nd.         | nd.         |

### Puchar Świata

#### Miejsca w klasyfikacji generalnej
| Sezon     | Miejsce |
| --------- | ------- |
| 2016/2017 | 103.    |
| 2017/2018 | 77.     |
| 2018/2019 | 27.     |
| 2019/2020 | 22.     |
| 2020/2021 | 24.     |
| 2021/2022 | 29.     |
| 2022/2023 | 37.     |
| 2023/2024 | 42.     |
| 2024/2025 | 60.     |

#### Miejsca na podium chronologicznie
| Lp. | Dzień       | Rok  | Miejscowość | Konkurencja          | Lokata | Pudła   | Czas biegu | Strata | Zwycięzca |
| --- | ----------- | ---- | ----------- | -------------------- | ------ | ------- | ---------- | ------ | --------- |
| 1.  | 17 stycznia | 2021 | Oberhof     | Bieg masowy na 15 km | 2.     | 0+0+0+0 | 37:41,9    | +3,6   | Tarjei Bø |